# 1913 na ciência

## Eventos
- O primeiro behaviorista explícito foi John B. Watson, que, em 1913, lançou uma espécie de manifesto chamado A Psicologia tal Como a Vê um Behaviorista.
- Alfred Sturtevant faz o primeiro mapa genético dos cromossomos.
- Niels Bohr introduz o conceito de mecânica quântica na estrutura atômica ao propor o que atualmente é conhecido como o modelo atômico de Bohr, em que os elétrons só existem em órbitas estritamente definidas.[1]
- Henry Moseley, trabalhando em cima de uma antiga ideia de Van den Broek, introduz o conceito do número atômico para fixar as inadequações da tabela periódica de Mendeleev, que era baseada na massa atômica.[2]
- Frederick Soddy propõe o conceito de isótopo, elementos que possuem as mesmas propriedades químicas podem possuir diferentes pesos atômicos.[3]
- J. J. Thomson expande o trabalho de Wien, mostra que partículas subatômicas carregadas podem ser separadas pela sua proporção massa-carga, uma técnica conhecida como espectrometria de massa.[4]
- Observação ou predição do elemento químico Protactínio[5][6]

## Nascimentos
| Data            | Nome                            | Profissão                    | Nacionalidade                         | Observações                                                                  | Ref                 |
| --------------- | ------------------------------- | ---------------------------- | ------------------------------------- | ---------------------------------------------------------------------------- | ------------------- |
| 5 de janeiro    | Eric Reissner                   | matemático e engenheiro      | Alemanha / Estados Unidos             | m. 1996 Medalha Theodore von Karman 1964 Medalha Timoshenko 1973             | [ 7 ] [ 8 ]         |
| 2 de fevereiro  | Masanobu Fukuoka                | agricultor e microbiologista | Japão                                 | m. 2008                                                                      |                     |
| 27 de fevereiro | Paul Ricoeur                    | filósofo                     | França                                | m. 2005                                                                      |                     |
| 18 de março     | Percy Edward Kent               | geólogo                      | Reino Unido da Grã-Bretanha e Irlanda | m. 1986 Medalha Bigsby 1955 Medalha Murchison 1969 Medalha Real 1971         | [ 9 ] [ 10 ] [ 11 ] |
| 26 de março     | Paul Erdős                      | matemático                   | Áustria-Hungria                       | m. 1996 Prémio Cole Teoria dos números 1951 Prémio Wolf de Matemática 1983/4 | [ 12 ] [ 13 ]       |
| 30 de abril     | Werner Meyer-Eppler             | físico                       | Alemanha                              | m. 1960                                                                      |                     |
| 11 de maio      | Edgar Cardoso                   | engenheiro de pontes         | Portugal                              | m. 2000                                                                      |                     |
| 26 de junho     | Maurice Vincent Wilkes          | cientista de computação      | Reino Unido                           | Prémio Turing 1967 Prémio Kyoto 1992                                         | [ 14 ] [ 15 ]       |
| 3 de julho      | Anders Hald                     | estatístico                  | Dinamarca                             | m. 2007                                                                      |                     |
| 5 de julho      | Luís de Castro Faria            | antropólogo                  | Brasil                                | m. 2004                                                                      |                     |
| 12 de julho     | Willis Eugene Lamb              | físico                       | Estados Unidos                        | m. 2008 Nobel da Física 1955                                                 | [ 16 ]              |
| 10 de agosto    | Wolfgang Paul                   | físico                       | Alemanha                              | m. 1993 Nobel da Física 1989                                                 | [ 16 ]              |
| 10 de agosto    | Nikolai Petrovich Vekua         | matemático                   | União Soviética (Geógia)              | m. 1993                                                                      |                     |
| 22 de agosto    | Bruno Pontecorvo                | físico                       | Itália                                | m. 1993                                                                      |                     |
| 2 de setembro   | Israel Gelfand                  | matemático                   | União Soviética                       | Prémio Kyoto 1989 Prémio Leroy P. Steele 2005                                |                     |
| 4 de setembro   | Stanford Moore                  | químico                      | Estados Unidos                        | m. 1982 Nobel da Química 1972                                                | [ 17 ]              |
| 17 de setembro  | Eugene Odum                     | zoólogo e ecologista         | Estados Unidos                        | m. 2002                                                                      |                     |
| 20 de setembro  | José Honório Rodrigues          | historiador                  | Brasil                                | m. 1987                                                                      |                     |
| 30 de setembro  | Samuel Eilenberg                | matemático                   | Polónia                               | m. 1998 Prémio Leroy P. Steele 1987 Prémio Wolf de Matemática 1986           | [ 18 ] [ 13 ]       |
| 7 de Novembro   | Albert Camus                    | escritor e filósofo          | Argélia                               | m. 1960 Nobel da Literatura 1957                                             | [ 19 ]              |
| 17 de novembro  | Christiane Desroches Noblecourt | egiptóloga                   | França                                | m. 2011                                                                      |                     |
| 4 de dezembro   | Robert Adler                    | físico e inventor            | Estados Unidos                        | m. 2007                                                                      |                     |
| 19 de dezembro  | Ernst Stuhlinger                | físico nuclear               | Alemanha                              | m. 2008                                                                      |                     |
| ??              | Gioconda Mussolini              | antropóloga                  | Brasil                                | m. 1969                                                                      |                     |

## Mortes
| Data           | Nome                  | Profissão                                    | Nacionalidade  | Observações                                                  | Ref           |
| -------------- | --------------------- | -------------------------------------------- | -------------- | ------------------------------------------------------------ | ------------- |
| 5 de janeiro   | Louis Paul Cailletet  | físico                                       | França         | n. 1832                                                      |               |
| 9 de janeiro   | Giuseppe Lauricella   | matemático                                   | Itália         | n. 1867                                                      |               |
| 21 de agosto   | John Fritz            | engenheiro                                   | Estados Unidos | n. 1822 Medalha John Fritz 1902 Medalha Elliott Cresson 1910 | [ 20 ] [ 21 ] |
| 17 de maio     | Heinrich Weber        | matemático                                   | Alemanha       | n. 1842                                                      |               |
| 30 de setembro | Rudolf Diesel         | engenheiro                                   | Alemanha       | n. 1858                                                      |               |
| 7 de novembro  | Alfred Russel Wallace | naturalista, geógrafo, antropólogo e biólogo | Reino Unido    | n. 1823                                                      | [ 22 ]        |

## Prémios

### Medalha Bigsby
- Thomas Henry Holland[9]

### Medalha Bruce
- Jacobus C. Kapteyn[23]

### Medalha Copley
- Edwin Ray Lankester[24]

### Medalha Davy
- Raphael Meldola[25]

### Medalha Edison IEEE
- Charles F. Brush[26]

### Medalha Guy de prata
- R. Dudfield[27]

### Medalha Hughes
- Alexander Graham Bell[28]

### Medalha Lyell
- Sydney Savory Buckman[29]

### Medalha Matteucci
- Ernest Rutherford[30]

### Medalha Murchison
- George Barrow[10]

### Medalha de Ouro da Royal Astronomical Society
- Henri-Alexandre Deslandres[31]

### Medalha Real
- Fisiologia - Ernest Starling[11]
- Química - Harold Baily Dixon[11]

### Medalha Sylvester
- James Whitbread Lee Glaisher[32]

### Medalha Wollaston
- Osmond Fisher[33]

### Prémio Nobel
- Física - Heike Kamerlingh Onnes[16]
- Química - Alfred Werner[17]
- Medicina - Charles Robert Richet[34]

### Prémio Rumford
- Joel Stebbins[35]